# Ehrenfriedhof (Erlangen)

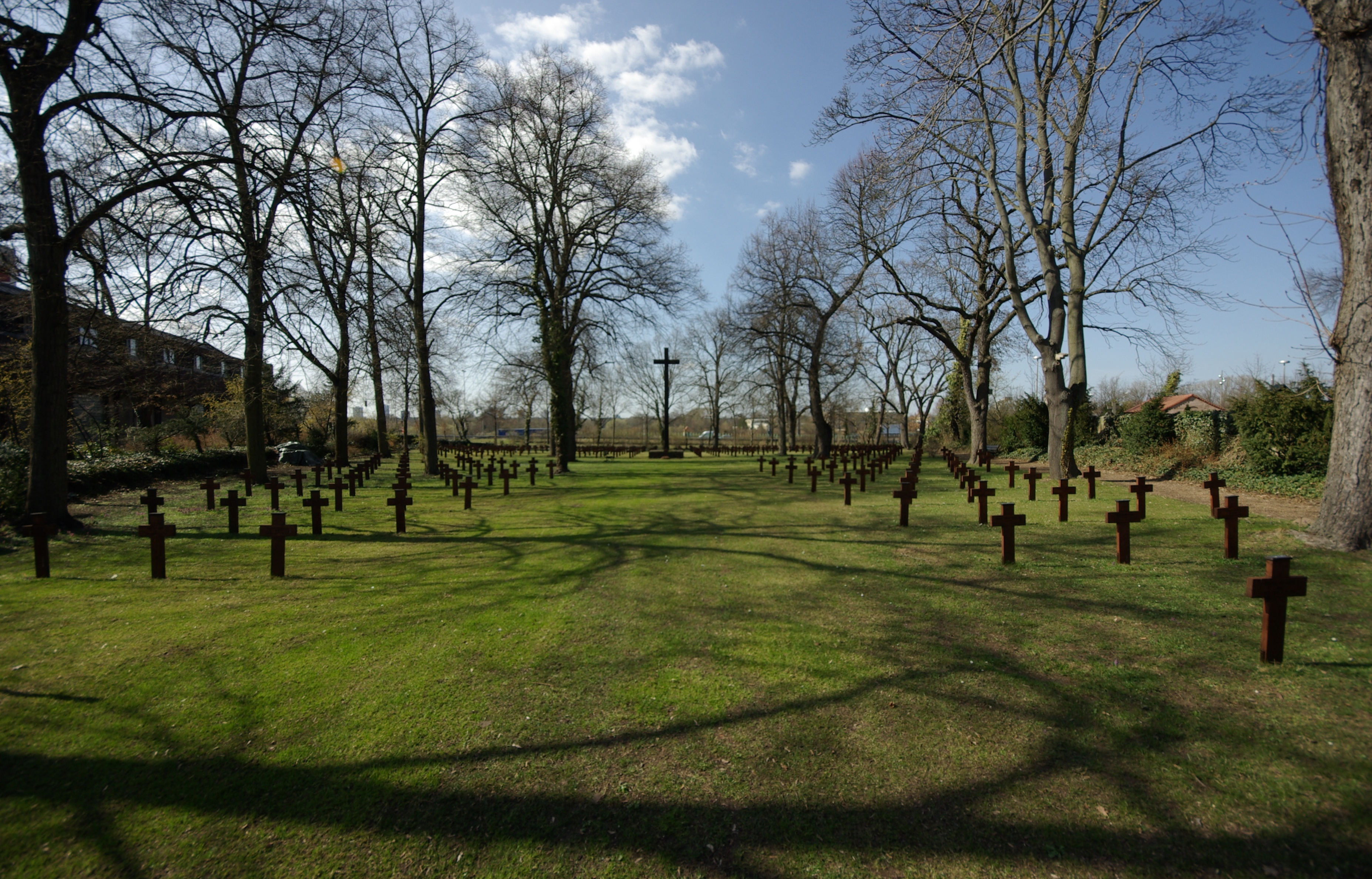
Blick über den Erlanger Ehrenfriedhof

Der Ehrenfriedhof ist ein städtischer Friedhof für Soldaten im mittelfränkischen Erlangen.

## Geschichte

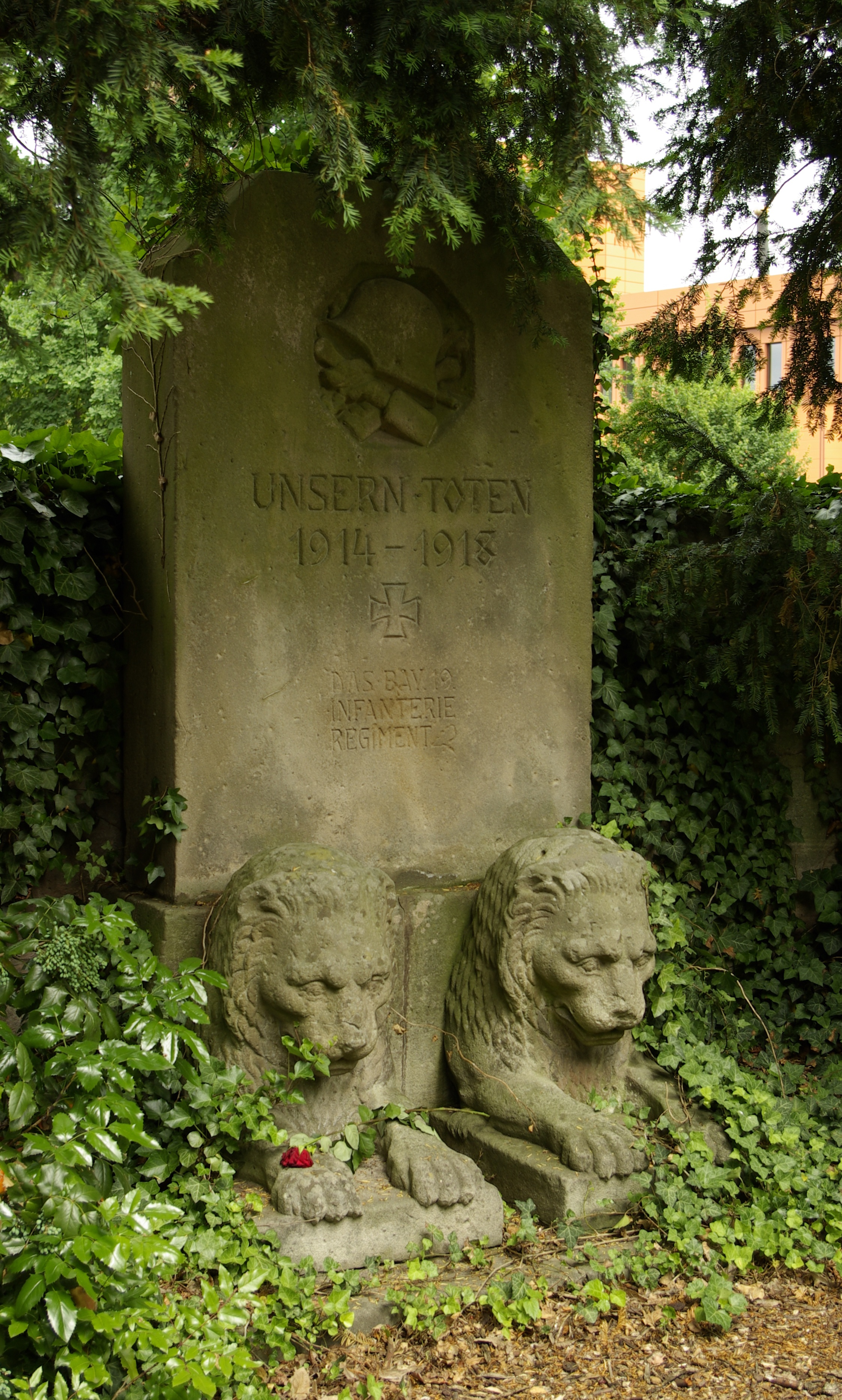
Kriegerdenkmal des 19. Bayerischen Infanterieregiments 1914–18 (erbaut 1920)

Nordöstlich des damaligen Kanalhafens wurde am 1. Februar 1878 der erste städtische Friedhof Erlangens eingeweiht, da die drei bestehenden kirchlichen Friedhöfe (Altstädter, Neustädter und Reformierter Friedhof) durch das Bevölkerungswachstum nicht mehr ausreichten. Dieser wurde nach der Eröffnung des städtischen Zentralfriedhofs am 26. September 1895 zunächst aufgelassen.
Am 3. September 1914 erfolgte dann die Umwidmung zu einem Ehrenbegräbnisplatz für deutsche Soldaten, die in Erlangen aufgrund Verwundungen und Krankheiten starben. Im Jahr 1934 wurde ein 10,50 Meter hohes Eichenkreuz aufgestellt, das 1959 erneuert wurde und bis heute besteht. An dessen Sockel befinden sich nunmehr die Ehren- und Widmungstafeln des 1952 abgebrochenen Kriegerdenkmals am Martin-Luther-Platz. Seit dem ersten bundesweiten Volkstrauertag am 16. November 1952 finden zu diesem Anlass jährlich Gedenkfeiern für die Gefallenen auf dem Ehrenfriedhof statt. Am 7. August 1965 erfolgte die Übergabe eines von der Stadt Erlangen gestifteten Gedenkstein aus Granit mit der Aufschrift „Heimatgemeinde Brüx“ und dem Stadtwappen von Brüx. Am 24. November 1968 wurde ein von Oskar Johannes Stanik als Bronzerelief ausgeführtes Mahnmal für die Heimatvertriebenen eingeweiht. Im Jahr 1973 wurde das heute unter Denkmalschutz stehende Gefallenendenkmal des 19. Bayerischen Infanterieregiments 1914–18 auf den Ehrenfriedhof versetzt.

## Beschreibung
Der rund 4.000 Quadratmeter große Ehrenfriedhof befindet sich zwischen den Äußeren Brucker Straße im Osten und der Münchener Straße im Westen. Nördlich grenzt unmittelbar der Reformierte Friedhof an, südlich – abgetrennt durch die Straße Am Ehrenfriedhof – die Erlanger Hauptfeuerwache. Etwa in der Mitte des nach Osten spitz zulaufenden Grundstücks befindet sich das mehr als 10 Meter hohe Eichenkreuz auf einem Steinsockel mit Gedenktafeln. Rundum stehen auf einer weitläufigen Rasenfläche zahlreiche schlichte Holzkreuze, was dem Ehrenfriedhof das typische Erscheinungsbild einer Kriegsgräberstätte verleiht. Unmittelbar vor dem großen Kreuz befindet sich die Grabstätte von Werner Lorleberg, der nach seinem Tod am 16. April 1945 zunächst auf dem Erlanger Zentralfriedhof bestattet, im Dezember desselben Jahres aber auf den Ehrenfriedhof umgebettet wurde.